# Precollinear Park
Il Precollinear Park è stato un parco lineare della città di Torino. Si estendeva dal Lungo Po Machiavelli (altezza Piazzale Regina Margherita) a Piazza Hermada, passando per il Ponte Regina Margherita e Corso Gabetti.

## Storia
Nel giugno del 2020 l'associazione Torino Stratosferica avviò la riqualificazione del tratto dismesso della linea tranviaria 3, che in precedenza aveva il suo capolinea in Piazza Hermada.
Il parco è stato completato nella sua interezza il 30 settembre 2020 e utilizzato nel 2021 e 2022 per spettacoli musicali e proiezioni cinematografiche.

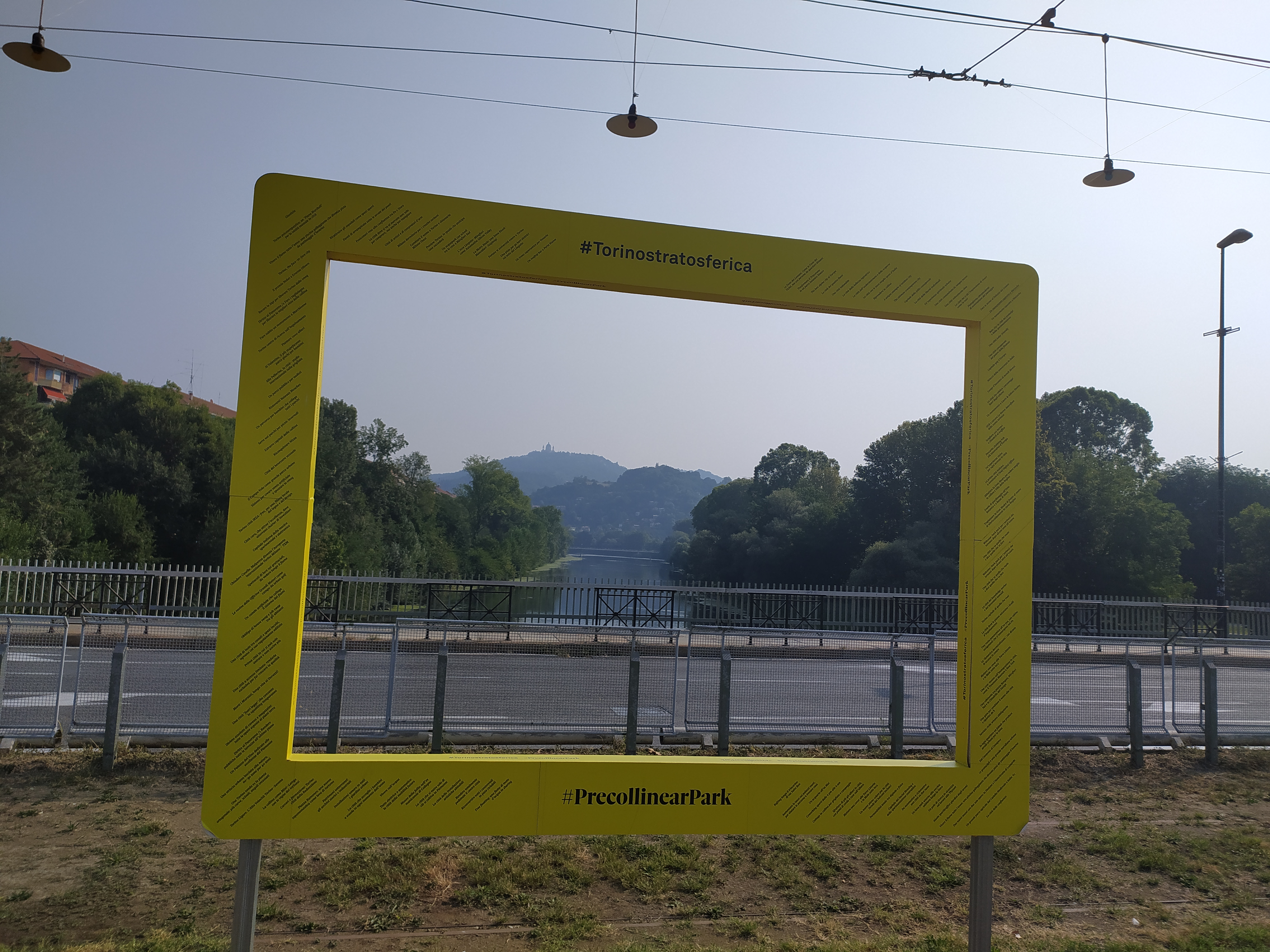
Precollinear Park e veduta di Superga

Nel 2023, nella prospettiva di ripristinare la tratta tramviaria, il parco è stato smantellato.